# Christian Friedrich von Braunschweig
Christian Friedrich von Braunschweig (* 1720 in Pommern; † 6. Oktober 1787 in Oppeln) war ein preußischer Offizier, zuletzt Generalmajor sowie Chef des Kürassierregiments „von Podewils“ Nr. 9.

## Leben
Christian Friedrich war Angehöriger des pommerschen Adelsgeschlechtes von Braunschweig und der einzige Sohn des preußischen Kapitäns Christian von Braunschweig (* 12. April 1694; † 1722), Erbherr auf Karvin und dessen Ehefrau Sophie Dorothea, geborene von Damitz (* 1699; † 28. August 1776).
Braunschweig wurde 1739 als Estandartenjunker im Kürassierregiment „Eugen von Anhalt“ Nr. 6 der Preußischen Armee angestellt. Am 20. Februar 1740 wurde er Kornet und am 12. Mai 1744 Lieutenant. Als solcher zog er mit seinem Regiment in den Feldzug 1744/45. Am 27. Juli 1755 kommandierte man Braunschweig für kurze Zeit zum Husarenregiment „von Wartenburg“ Nr. 3. Nach der Rückkehr zu seinen Kürassieren folgte am 9. Oktober 1756 seine Beförderung zum Stabsrittmeister und seine Teilnahme am Feldzug 1756/63. Zwischenzeitlich war er am 15. Januar 1758 Rittmeister und Kompaniechef geworden. Nach dem Frieden von Hubertusburg stieg er zunächst zum Major (20. März 1763) und zum Oberstleutnant (20. Mai 1775) auf. Im Bayerischen Erbfolgekrieg 1778/79 nahm sein Regiment an keinen nennenswerten Kampfhandlungen teil.
Friedrich der Große übergab Braunschweig am 19. Juni 1780 das Kommando über das Kürassierregiment „von Rohr“ Nr. 6. Zwei Jahre später wurde er Oberst und am 19. September 1784 schließlich Chef des Kürassierregiments „von Podewils“ Nr. 9. In dieser Stellung beförderte ihn der König am 30. Juli 1785 zum Generalmajor.

## Familie
Braunschweig war mit Wilhelmine Dorothea, geborene von Schonberg (* 8. Juni 1747; † 31. März 1813) verheiratet. Aus der Ehe gingen vier Kinder hervor:
- Albertine Karoline Wilhelmine Friederike (* 12. März 1770 in Nordhausen; † 1791) ⚭ Heinrich Leopold von Winterfeldt (* 26. Oktober 1762; † 22. Oktober 1810),[2] preußischer Husarenmajor
- Karoline Sophie Friederike (* 1771) ⚭ Friedrich von Reiswitz, preußischer Husarenmajor
- Henriette Charlotte Friederike Wilhelmine (* 1773; † 6. Februar 1842) ⚭ Karl Anton Xaver Thaddäus von Schlichten (1764–1841), preußischer Generalmajor
- Wilhelm Friedrich (* 1780; † 12. September 1817), preußischer Offizier, zuletzt Kapitän im Infanterieregiment Nr. 6